# Rafał Bartek
Rafał Jan Bartek (ur. 13 października 1977 w Opolu) – polski polityk, nauczyciel i samorządowiec, działacz mniejszości niemieckiej, od 2015 przewodniczący Towarzystwa Społeczno-Kulturalnego Niemców na Śląsku Opolskim, od 2018 przewodniczący sejmiku opolskiego, od 2022 przewodniczący Związku Niemieckich Stowarzyszeń Społeczno-Kulturalnych w Polsce.

## Życiorys
Ukończył pedagogikę oświatowo-artystyczną na Uniwersytecie Opolskim, a także studia podyplomowe na Politechnice Wrocławskiej w zakresie zarządzania funduszami UE. W latach 1998–2001 pracował jako nauczyciel języka niemieckiego w szkole podstawowej w Dębskiej Kuźni, później do 2004 był urzędnikiem starostwa powiatowego w Opolu. W latach 2008–2015 pełnił funkcję dyrektora Domu Współpracy Polsko-Niemieckiej. W 2005 powołany w skład Komisji Wspólnej Rządu i Mniejszości Narodowych i Etnicznych, w latach 2012–2018 zajmował stanowisko jej współprzewodniczącego.
Od 1990 członek TSKN, w 2007 powołany w skład zarządu. Przez dwie kadencje był sekretarzem tej organizacji. 23 maja 2015 został przewodniczącym Towarzystwa Społeczno-Kulturalnego Niemców na Śląsku Opolskim, zastąpił wieloletniego przewodniczącego Norberta Rascha. Powoływany również w skład zarządu Związku Niemieckich Stowarzyszeń Społeczno-Kulturalnych w Polsce, rady Fundacji Rozwoju Śląska i zarządu Śląskiego Stowarzyszenia Samorządowego.
W latach 2002–2010 i 2014–2018 był radnym gminy Chrząstowice, a w kadencji 2006–2010 przewodniczącym rady. W 2017 współtworzył partię „Regionalna. Mniejszość z Większością”. W 2018 z listy Mniejszości Niemieckiej uzyskał mandat radnego sejmiku opolskiego VI kadencji, po czym został wybrany na przewodniczącego tego gremium. W 2019 kandydował do Senatu, zajmując ostatnie, 3. miejsce w okręgu. W maju 2022 został przewodniczącym Związku Niemieckich Stowarzyszeń Społeczno-Kulturalnych w Polsce. W 2023 bez powodzenia ubiegał się o mandat poselski. W 2024 został wybrany do sejmiku VII kadencji z ramienia komitetu Śląscy Samorządowcy. W maju tego samego roku wybrano go ponownie na przewodniczącego sejmiku.